# 固有多項式
線型代数学において、固有多項式（こゆうたこうしき、characteristic polynomial）あるいは特性多項式（とくせいたこうしき）とは、有限次元線形空間での線形変換に対してその固有値を求めるために得られる多項式のことである。特に正方行列に対して定義される。
固有多項式は、その線形変換（正方行列）の行列の固有値、行列式、トレース、最小多項式といった重要な量と関連している。相似な行列に対しては同じ固有多項式が定まる。
またグラフ理論において、グラフの固有多項式とは、グラフの隣接行列の固有多項式のことを指す。この多項式はグラフの不変量となっている。すなわち同型なグラフは同じ固有多項式を持つ。

## 動機
n次正方行列 A に対して、
Ax = λx
を満たすスカラー λ, ベクトル x ≠ o が存在するとき、λ を A の固有値、x を A の固有値 λ に関する固有ベクトルという。
A の固有値をすべて求めることを考える。
条件 Ax = λx は
(λI − A)x = o
と同値である（ここで I は単位行列）。したがって λ が A の固有値である必要十分条件は、一次方程式
{\displaystyle (\lambda I-A){\boldsymbol {x}}={\boldsymbol {o}}}
の非自明な解 x ≠ o が存在すること、つまり
{\displaystyle \det(\lambda I-A)=0}
となることである。
これは λ についての n次方程式である。この方程式を A の固有方程式あるいは特性方程式と言う。

## 定義
K を体（例えば実数体や複素数体）とする。K の元を成分とする n次正方行列 A に対して、A の固有多項式とは、
{\displaystyle p_{A}(t)=\det(tI-A)}
で定義される多項式 pA(t) のことである。ここで I は単位行列である。
（pA(t) = det(A − tI) を定義とする場合もあるが、n が奇数のときに限り符号 −1 が付くだけで、本質的に違いはない。）

## 例
次の実2次正方行列 A の固有値を求める。
{\displaystyle A={\begin{bmatrix}3&-2\\1&0\end{bmatrix}}}
そのために、A の固有多項式 p(t) を求める。
{\displaystyle {\begin{aligned}p_{A}(t)&=\det(tI-A)\\&={\begin{vmatrix}t-3&2\\-1&t\end{vmatrix}}\\&=(t-3)t-2(-1)\\&=t^{2}-3t+2\\&=(t-1)(t-2)\end{aligned}}}
となる。よって A の固有値は 1, 2 である。

## 性質
- 固有多項式 pA(t) は、A の重複を込めた全ての固有値を根にもつ最小次数のモニックな（すなわち最高次係数が 1 の）n次多項式である。

つまり A の重複を込めた固有値を λ1, …, λk とし、mi を各固有値の重複度とすると
{\displaystyle p_{A}(t)=(t-\lambda _{1})^{m_{1}}\dotsb (t-\lambda _{k})^{m_{k}}}
が成り立つ。
- 固有多項式の定数項 pA(0) は、(−1)n det(A) となる。また、tn−1 の係数は −tr(A) である。

例えば、2次正方行列 A の固有多項式は
{\displaystyle t^{2}-\operatorname {tr} (A)t+\det(A)}
と簡単に表すことができる。
また、3次正方行列の固有多項式は
{\displaystyle t^{3}-{\operatorname {tr} }(A)t^{2}+c_{2}t-\det(A)}
と表すことができる。ここで c2 は主小行列式の総和である。
- 奇数次の実数係数多項式は少なくとも1つ実根を持つことから、奇数次の実数係数行列は、少なくとも1つ実固有値を持つ。実根をもたない偶数次の多項式は存在するが、代数学の基本定理によれば、複素数の範囲で、n次多項式は重複を込めて n 個の根を持つ。実数係数多項式の実数でない根は複素共役との組で現れることから、実数係数行列の実数ではない固有値も共役複素数の組で現れることが分かる。
- ケイリー・ハミルトンの定理：固有多項式において t を A に置き換えて得られる行列 pA(A) は、零行列に等しい。

{\displaystyle p_{A}(A)=O}
この定理により、A の最小多項式は pA(t) を割り切ることが分かる。
- 相似な2つの行列は、同じ固有多項式を持つ。

ただし逆は正しくない。すなわち、同じ固有多項式を持つ行列でも相似ではないものがある。例えば、
{\displaystyle {\begin{bmatrix}1&1\\0&1\end{bmatrix}},\ {\begin{bmatrix}1&0\\0&1\end{bmatrix}}}
の固有多項式はともに (t − 1)2 だが相似ではない。（前者の最小多項式は (t − 1)2 であるが、後者は t − 1 である。）
- A と A の転置行列の固有多項式は一致する。
- A が三角行列に相似であることと、体 K 上で固有多項式が一次式の積に分解することとは同値である。（この場合、A はさらにジョルダン標準形とも相似になる。）
- 2行列の積に対する固有多項式

A, B を n次正方行列とするとき、AB と BA の固有多項式は一致する。すなわち
{\displaystyle p_{AB}(t)=p_{BA}(t)}
が成り立つ。
より一般に、A が m × n行列、B が n × m行列で m ≤ n とするとき、AB は m次正方行列で、BA は n次正方行列である。このとき
{\displaystyle p_{BA}(t)=t^{n-m}p_{AB}(t)}
が成り立つ。